# 27e cérémonie des Critics' Choice Movie Awards
La 27e cérémonie des Critics' Choice Movie Awards (ou BFCA Awards), décernés par la Broadcast Film Critics Association a eu lieu le 13 mars 2022 et a récompensé les films sortis en 2021.
Les nominations ont été annoncées le 13 janvier 2022.

## Palmarès

### Meilleur film
- The Power of the Dog
  - Belfast
  - Coda
  - Don't Look Up : Déni cosmique (Don't Look Up)
  - Dune
  - La Méthode Williams (King Richard)
  - Licorice Pizza
  - Nightmare Alley
  - Tick, Tick... Boom!
  - West Side Story

### Meilleur réalisateur
- Jane Campion pour The Power of the Dog
  - Paul Thomas Anderson pour Licorice Pizza
  - Kenneth Branagh pour Belfast
  - Guillermo del Toro pour Nightmare Alley
  - Steven Spielberg pour West Side Story
  - Denis Villeneuve pour Dune

### Meilleur acteur
- Will Smith pour le rôle de Richard Williams dans La Méthode Williams (King Richard)
  - Nicolas Cage pour le rôle de Robin "Rob" Feld dans Pig
  - Benedict Cumberbatch pour le rôle de Phil Burbank dans The Power of the Dog
  - Peter Dinklage pour le rôle de Cyrano de Bergerac dans Cyrano
  - Andrew Garfield pour le rôle de Jonathan Larson dans Tick, Tick... Boom!
  - Denzel Washington pour le rôle de Macbeth dans Macbeth (The Tragedy of Macbeth)

### Meilleure actrice
- Jessica Chastain pour le rôle de Tammy Faye Messner dans Dans les yeux de Tammy Faye (The Eyes of Tammy Faye)
  - Olivia Colman pour le rôle de Leda Caruso dans The Lost Daughter
  - Lady Gaga pour le rôle de Patrizia Reggiani dans House of Gucci
  - Alana Haim pour le rôle d'Alana Kane dans Licorice Pizza
  - Nicole Kidman pour le rôle de Lucille Ball dans Being the Ricardos
  - Kristen Stewart pour le rôle de Diana Spencer dans Spencer

### Meilleur acteur dans un second rôle
- Troy Kotsur pour le rôle de Frank Rossi dans Coda
  - Jamie Dornan pour le rôle de Pa dans Belfast
  - Ciarán Hinds pour le rôle de Pop dans Belfast
  - Jared Leto pour le rôle de Paolo Gucci dans House of Gucci
  - J. K. Simmons pour le rôle de William Frawley dans Being the Ricardos
  - Kodi Smit-McPhee pour le rôle de Peter Gordon dans The Power of the Dog

### Meilleure actrice dans un second rôle
- Ariana DeBose pour le rôle d'Anita dans West Side Story
  - Caitriona Balfe pour le rôle de Ma dans Belfast
  - Ann Dowd pour le rôle de Linda dans Mass
  - Kirsten Dunst pour le rôle de Rose Gordon dans The Power of the Dog
  - Aunjanue Ellis pour le rôle d'Oracene Price dans La Méthode Williams (King Richard)
  - Rita Moreno pour le rôle de Valentina dans West Side Story

### Meilleur espoir
- Jude Hill pour le rôle de Buddy dans Belfast
  - Cooper Hoffman pour le rôle de Gary Valentine dans Licorice Pizza
  - Emilia Jones pour le rôle de Ruby Rossi dans Coda
  - Woody Norman pour le rôle de Jesse dans Nos âmes d'enfants (C'mon C'mon)
  - Saniyya Sidney pour le rôle de Venus Williams dans La Méthode Williams (King Richard)
  - Rachel Zegler pour le rôle de María Vasquez dans West Side Story

### Meilleure distribution
- Belfast
  - Don't Look Up : Déni cosmique (Don't Look Up)
  - The Harder They Fall
  - Licorice Pizza
  - The Power of the Dog
  - West Side Story

### Meilleur scénario original
- Kenneth Branagh pour Belfast
  - Paul Thomas Anderson pour Licorice Pizza
  - Zach Baylin pour La Méthode Williams (King Richard)
  - Adam McKay et David Sirota pour Don't Look Up : Déni cosmique (Don't Look Up)
  - Aaron Sorkin pour Being the Ricardos

### Meilleur scénario adapté
- Jane Campion pour The Power of the Dog
  - Maggie Gyllenhaal pour The Lost Daughter
  - Sian Heder pour Coda
  - Tony Kushner pour West Side Story
  - Eric Roth, Jon Spaihts et Denis Villeneuve pour Dune

### Meilleure photographie
- Ari Wegner pour The Power of the Dog
  - Bruno Delbonnel pour Macbeth (The Tragedy of Macbeth)
  - Greig Fraser pour Dune
  - Janusz Kamiński pour West Side Story
  - Dan Laustsen pour Nightmare Alley
  - Haris Zambarloukos pour Belfast

### Meilleure direction artistique
- Zsuzsanna Sipos et Patrice Vermette pour Dune
  - Jim Clay et Claire Nia Richards pour Belfast
  - Rena DeAngelo et Adam Stockhausen pour The French Dispatch
  - Rena DeAngelo et Adam Stockhausen pour West Side Story
  - Tamara Deverell et Shane Vieau pour Nightmare Alley

### Meilleur montage
- Sarah Broshar et Michael Kahn pour West Side Story
  - Úna Ní Dhonghaíle pour Belfast
  - Andy Jurgensen  pour Licorice Pizza
  - Peter Sciberras pour The Power of the Dog
  - Joe Walker pour Dune

### Meilleurs costumes
- Jenny Beavan pour Cruella
  - Bob Morgan et Jacqueline West pour Dune
  - Luis Sequeira pour Nightmare Alley
  - Paul Tazewell pour West Side Story
  - Janty Yates pour House of Gucci

### Meilleur maquillage
- Dans les yeux de Tammy Faye (The Eyes of Tammy Faye)
  - Cruella
  - Dune
  - House of Gucci
  - Nightmare Alley

### Meilleurs effets visuels
- Dune
  - Matrix Resurrections
  - Nightmare Alley
  - Mourir peut attendre (No Time to Die)
  - Shang-Chi et la Légende des Dix Anneaux (Shang-Chi and the Legend of the Ten Rings)

### Meilleure musique de film
- Hans Zimmer pour Dune
  - Nicholas Britell pour Don't Look Up : Déni cosmique (Don't Look Up)
  - Jonny Greenwood pour The Power of the Dog
  - Jonny Greenwood pour Spencer
  - Nathan Johnson pour Nightmare Alley

### Meilleure chanson originale
- No Time to Die dans Mourir peut attendre (No Time to Die)
  - Be Alive dans La Méthode Williams (King Richard)
  - Dos Oruguitas dans Encanto : La Fantastique Famille Madrigal (Encanto)
  - Guns Go Bang dans The Harder They Fall
  - Just Look Up dans Don't Look Up : Déni cosmique (Don't Look Up)

### Meilleur film en langue étrangère
- Drive My Car • Japon
  - Flee • Danemark, France, Norvège, Suède, Royaume-Uni et États-Unis
  - La Main de Dieu (The Hand of God ) • Italie
  - Un héros (A Hero) • France et Iran
  - Julie (en 12 chapitres) (The Worst Person in the World) • Norvège

### Meilleur film d'animation
- Les Mitchell contre les machines (The Mitchells vs. the Machines)
  - Encanto : La Fantastique Famille Madrigal (Encanto)
  - Flee
  - Luca
  - Raya et le Dernier Dragon (Raya and the Last Dragon)

### Meilleure comédie
- Licorice Pizza
  - Barb and Star Go to Vista Del Mar
  - Don't Look Up
  - Free Guy
  - The French Dispatch

### Meilleur film réalisé pour la télévision
- Oslo